# Amin Esma’ilneżad

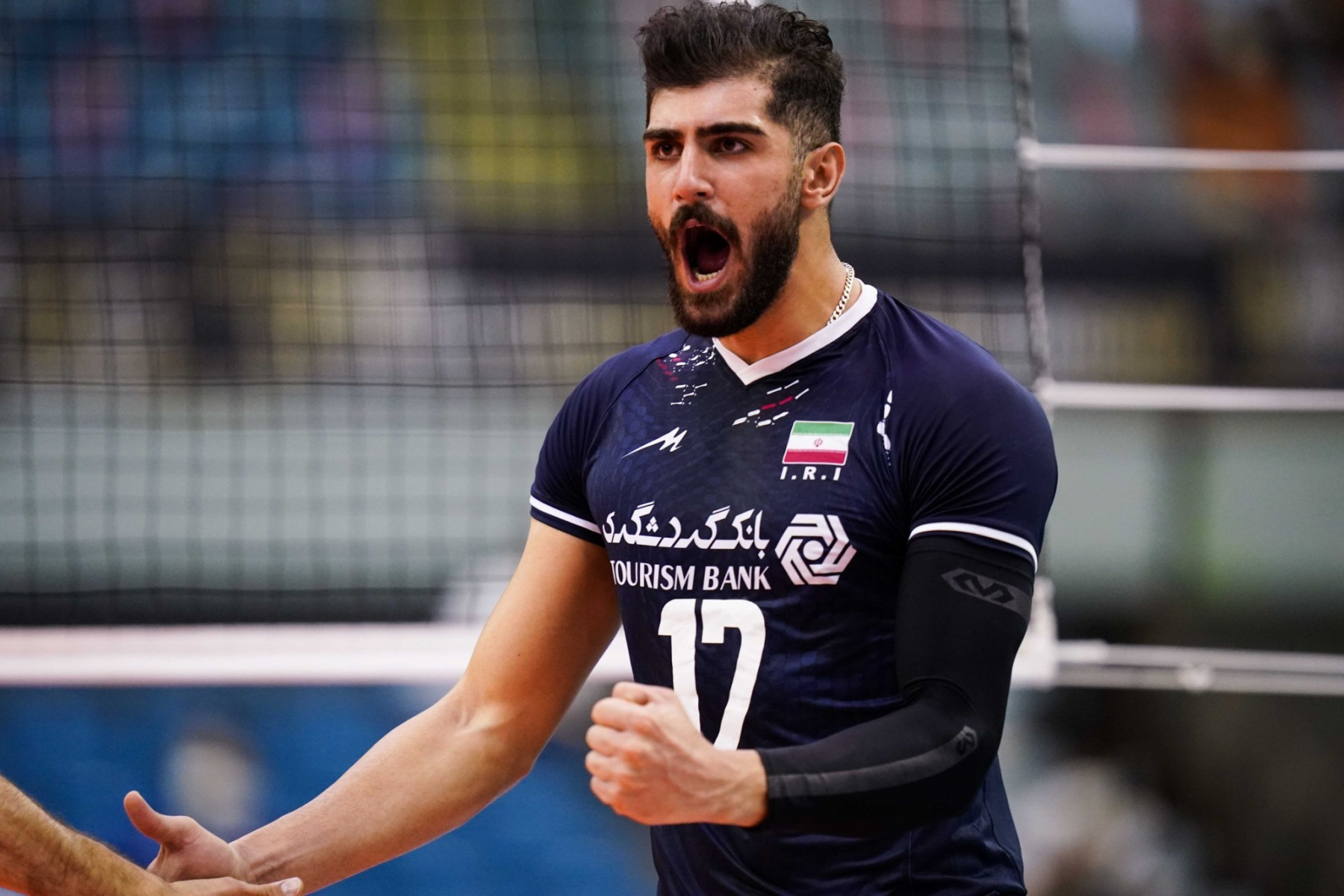
Amin Esma’ilneżad reprezentantem Iranu w 2021 roku

Amin Esma’ilneżad (pers. امین اسماعیل نژادد; ur. 17 grudnia 1996 w Malekanie) – irański siatkarz, grający na pozycji atakującego, reprezentant Iranu. Na Mistrzostwach Świata Juniorów w 2015 roku wraz z reprezentacją Iranu zajął 12. miejsce. W 2017 roku zajął 7. miejsce na Mistrzostwach Świata U-23.

## Sukcesy klubowe
Mistrzostwo Iranu:
- 2022[6]

Klubowe Mistrzostwa Azji:
- 2022[7]

## Sukcesy reprezentacyjne
Puchar Azji:
- 2016[8]

Mistrzostwa Azji U-23:
- 2017[9]

Mistrzostwa Azji:
- 2021[10]
- 2023[11]

Igrzyska Azjatyckie:
- 2022[12]

## Nagrody indywidualne
- 2017: Najlepszy atakujący Mistrzostw Azji U-23
- 2023: Najlepszy atakujący Mistrzostw Azji

## Statystyki zawodnika

### Liga Narodów 2022[13]
| Statystyki zawodnika | Statystyki zawodnika | Statystyki zawodnika | Statystyki zawodnika | Statystyki zawodnika | Statystyki zawodnika | Statystyki zawodnika | Statystyki zawodnika | Statystyki zawodnika | Statystyki zawodnika | Statystyki zawodnika | Statystyki zawodnika | Statystyki zawodnika |
| Rozegrane mecze      | Rozegrane mecze      | Rozegrane mecze      | Roz. sety            | PUNKTY               | ZAGRYWKA             | ZAGRYWKA             | ZAGRYWKA             | ATAK                 | ATAK                 | ATAK                 | ATAK                 | BLOK                 |
| Runda                | Wynik                | Przeciwnik           | Roz. sety            | Suma                 | Suma                 | SP                   | ZP                   | Suma                 | SP                   | ZPA                  | %perf                | ZP                   |
| -------------------- | -------------------- | -------------------- | -------------------- | -------------------- | -------------------- | -------------------- | -------------------- | -------------------- | -------------------- | -------------------- | -------------------- | -------------------- |
| Grupa 1              | 3:1                  | Chiny                | 3                    | 7                    | 5                    | 1                    | 0                    | 6                    | 0                    | 6                    | 100%                 | 1                    |
| Grupa 1              | 0:3                  | Holandia             | 3                    | 15                   | 10                   | 2                    | 0                    | 30                   | 4                    | 15                   | 50%                  | 0                    |
| Grupa 1              | 3:1                  | Australia            | 4                    | 23                   | 15                   | 4                    | 1                    | 37                   | 7                    | 21                   | 57%                  | 1                    |
| Grupa 1              | 0:3                  | Japonia              | 3                    | 10                   | 8                    | 2                    | 2                    | 17                   | 2                    | 7                    | 41%                  | 1                    |
| Grupa 4              | 0:3                  | Bułgaria             | 3                    | 17                   | 7                    | 1                    | 0                    | 29                   | 6                    | 15                   | 52%                  | 2                    |
| Grupa 4              | 3:0                  | Stany Zjednoczone    | 3                    | 20                   | 14                   | 2                    | 0                    | 29                   | 4                    | 19                   | 65%                  | 1                    |
| Grupa 4              | 0:3                  | Brazylia             | 3                    | 15                   | 9                    | 2                    | 0                    | 21                   | 3                    | 15                   | 71%                  | 0                    |
| Grupa 4              | 3:0                  | Kanada               | 3                    | 15                   | 16                   | 5                    | 0                    | 24                   | 3                    | 15                   | 62%                  | 0                    |
| Grupa 6              | 3:2                  | Polska               | 5                    | 18                   | 24                   | 4                    | 3                    | 27                   | 5                    | 14                   | 52%                  | 1                    |
| Grupa 6              | 1:3                  | Włochy               | 4                    | 23                   | 15                   | 2                    | 2                    | 42                   | 6                    | 18                   | 43%                  | 3                    |
| Grupa 6              | 3:0                  | Słowenia             | 3                    | 14                   | 22                   | 5                    | 3                    | 26                   | 5                    | 11                   | 42%                  | 0                    |
| Grupa 6              | 3:0                  | Serbia               | 3                    | 16                   | 15                   | 2                    | 2                    | 24                   | 2                    | 13                   | 54%                  | 1                    |
| Ćwierćfinał          | 2:3                  | Polska               | 5                    | 22                   | 15                   | 3                    | 0                    | 39                   | 9                    | 21                   | 54%                  | 1                    |
| Razem                | Razem                | 13                   | 45                   | 215                  | 175                  | 35                   | 13                   | 351                  | 56                   | 190                  | 54%                  | 12                   |